# Wilhelm Ernst Christian von Lyncker

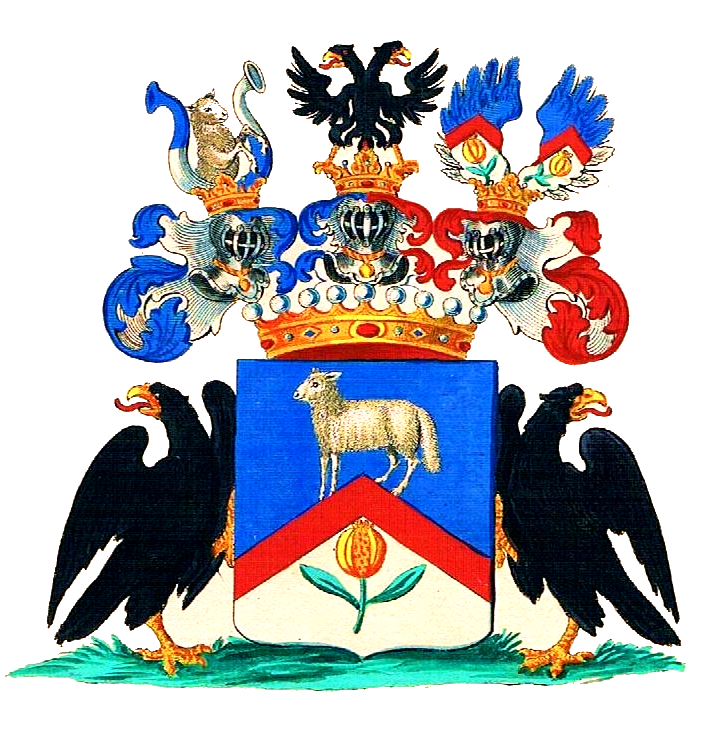
Wappen der Grafen von Linker

Wilhelm Ernst Christian Freiherr von Lyncker (* 27. März 1685 in Jena; † 2. Dezember 1750 in Ansbach) war ein deutscher Jurist.
Lyncker war der Vater von Carl Friedrich Ernst von Lyncker und Johann Ludwig Ernst von Lyncker sowie Großvater des Chronisten der Goethezeit Carl Wilhelm Heinrich von Lyncker. Er selbst wiederum war ältester Sohn des zum Reichsfreiherrn gewordenen Staatsmanns Nikolaus Christoph Lyncker (1643–1726) aus Marburg. Wilhelm Ernst Christian von Lyncker war markgraflich ansbachischer Geheimer Rat und Justizrats-Präsident. In zweiter Ehe war er mit Wilhelmine Friederike Elisabeth Freiin von Seckendorf-Aberdar verheiratet. Die Hochzeit fand am 2. April 1725 in Wien statt. Zuerst stand er aber in württembergischen Diensten als Geheimer Legationsrat, wurde 1714 Reichshofrat, bevor er besagte Positionen in markgräflich ansbachischen Diensten erlangte. Außerdem war er Ober-Amtmann zu Burg Thann.